# Trinity County (Californien)
Trinity County er et amt beliggende i den nord-vestlige del af den amerikanske delstat Californien. Hovedbyen i amtet er Weaverville. I år 2010 havde amtet 14.202 indbyggere. Store dele af Trinity er dækket af skov.
Trinity County har ét lyskryds, ingen motorveje, parkometre eller godkendte byer (incorporated cities). Indtil 1999 var der ikke en butikskæde eller restaurant tilstede i amtet. I dette år åbnede Burger King, Movie Gallery (lukket), Longs Drugs (nu CVS/apotek), og Subway.

## Historie
Amtet blev dannet i 1850 som ét af de oprindelige amtet i Californien. Det er opkaldt efter floden Trinity River.
Dele af Trinity County i 1852 givet til Klamath County, og året efter fik Humboldt County i vest også en bid af amtet.

## Geografi
Ifølge United States Census Bureau er Trinitys totale areal er 8.307,5 km² hvoraf de 74,9 km² er vand. 

### Grænsende amter
- Mendocino County - syd
- Humboldt County - vest
- Siskiyou County - nord
- Shasta County - øst
- Tehama County - sydøst

### Byer i Trinity
| - Burnt Ranch - Coffee Creek - Douglas City - Hayfork - Hyampom - Junction City | - Lewiston - Mad River - Ruth - Trinity Center - Trinity Village - Weaverville |